# Hermann Stecher

Hermann Stecher

Hermann Stecher (* 18. Juli 1926 in Bludenz; † 31. Oktober 1983 ebenda) war ein österreichischer Politiker (SPÖ). Stecher war von 1969 bis 1979 für die Sozialisten Abgeordneter zum Vorarlberger Landtag, wobei er von 1976 bis 1979 als zweiter Landtagsvizepräsident amtierte. In den Jahren 1969/70 war er kurzfristig als Landesrat Mitglied der Vorarlberger Landesregierung.

## Leben und Wirken
Hermann Stecher wurde am 18. Juli 1926 als Sohn des Lampisten Sebastian Stecher und seiner Frau Albina in der Vorarlberger Bezirkshauptstadt Bludenz geboren. Er besuchte zunächst die Volks- und Hauptschule in seiner Heimatstadt und wechselte anschließend an die kaufmännische Wirtschaftsschule in Feldkirch. Ab Juli 1942 arbeitete er als städtischer Bediensteter beim Amt der Stadt Bludenz. Im Jahr 1943 wurde er zunächst zum Reichsarbeitsdienst und anschließend zum Kriegsdienst in der deutschen Wehrmacht eingezogen, wo er auch in Kriegsgefangenschaft geriet. Erst im Juni 1945 kehrte Stecher wieder in seine Heimat zurück, wo er 1947 zum Leiter der Personalabteilung der Stadt Bludenz bestellt wurde.
Im Mai 1955 wurde Hermann Stecher erstmals politisch tätig, als er für die Bludenzer Sozialisten zum Mitglied der Stadtvertretung gewählt wurde. Seine Berufung zum Stadtrat für Forstwesen und Soziales erfolgte im November 1957. Infolge der Landtagswahl am 19. Oktober 1969 wurde Hermann Stecher als Abgeordneter des Wahlbezirks Bludenz erstmals in den Vorarlberger Landtag gewählt. Gleichzeitig wurde er in der neu gebildeten Landesregierung Keßler II zum SPÖ-Landesrat für Soziale Verwaltung, Fürsorge und Gesundheitswesen sowie die Landeskrankenanstalten Gaisbühel und Valduna bestellt. Das Amt als Landesrat gab er jedoch bereits am 24. Juni 1970 an seinen Parteikollegen Walter Peter ab, da er am 9. Mai 1970 das Amt als Bürgermeister der Stadt Bludenz antrat.
Im Landtag bekleidete Stecher in der Folge ab 1974 das Amt des stellvertretenden Klubobmanns der SPÖ-Landtagsfraktion und ab 15. Dezember 1976 als Nachfolger von Elmar Steurer das Amt des zweiten Vizepräsidenten des Landtags. Nach der Landtagswahl in Vorarlberg 1979 schied Hermann Stecher am 5. November 1979 aus dem Vorarlberger Landtag aus. Bürgermeister von Bludenz blieb er bis zu seinem Tod am 31. Oktober 1983.